# Маєток Єви Шпільрейн (Ростов-на-Дону)
Маєток Єви Шпільрейн (рос. Особняк Евы Шпильрейн) — житловий будинок в Ростові-на-Дону, розташований на Пушкінській вулиці (будинок 83). Особняк має статус об'єкта культурної спадщини регіонального значення.

## Історія
Прибутковий будинок був побудований в 1897 році. У будинку проживали подружжя Шпільрейн з трьома дочками. Будівля належала зубного лікаря Єві Марківні Шпільрейн (1863—1922), там же знаходився зуболікарський кабінет. У цьому будинку провела дитячі та юнацькі роки її дочка Сабіна Миколаївна Шпільрейн, яка стала в майбутньому відомим психоаналітиком.
За даними на 1914 рік в прибутковому будинку Шпільрейн розташовувалося Бельгійське консульство, одну з квартир орендував турецький консул. Іншими квартирантами були присяжні повірники, інженери, комерсанти.
Після приходу радянської влади прибутковий будинок націоналізували. Єва Шпільрейн з дітьми емігрувала за кордон. Її чоловікові залишили невеличку кімнату під парадними сходами, де він жив до своєї смерті.
У роки Німецько-радянської війни у дохідного будинку була частково зруйновано дах. Відразу після закінчення війни будинок відновили і знову заселили.

## Архітектура
Триповерхова будівля має П-подібну конфігурацію в плані. Розташоване по червоній лінії вулиці Пушкінській. У внутрішніх крилах будівлі, що виходять у двір, спочатку знаходилися житлові приміщення, які здавалися у найм. У дворі також знаходилися льодовня, каретня і стайня.
В архітектурі та оформленні фасаду будівлі архітектор органічно поєднав елементи ренесансу, бароко і класицизму. Центральна частина парадного фасаду акцентована раскреповкой з двох'ярусної лоджією, оформленої з боків пілястрами. На бічних частинах фасаду в простінках знаходяться лопатки, прикрашені східним орнаментом. Перший поверх рустований. У центрі знаходяться дві арки (парадний вхід і в'їзд у двір), декоровані замковими каменями з масками левів. На антаблементі фасаду поміщені картуші, на центральному з них вибито рік побудови будинку — 1897. Крім того, в оформленні фасаду використані профільовані наличники, архівольт, декоративні кронштейни.

## Меморіальні дошки
У 2002 році на фасаді будинку було встановлено меморіальну дошку з текстом: «У цьому будинку жила знаменита учениця К. Г. Юнга і З. Фройда психоаналітик Сабіна Шпільрейн 1885-1942 рр.». Меморіальна дошка була виготовлена ростовським скульптором Б. М. Кондаковим.

## Галерея

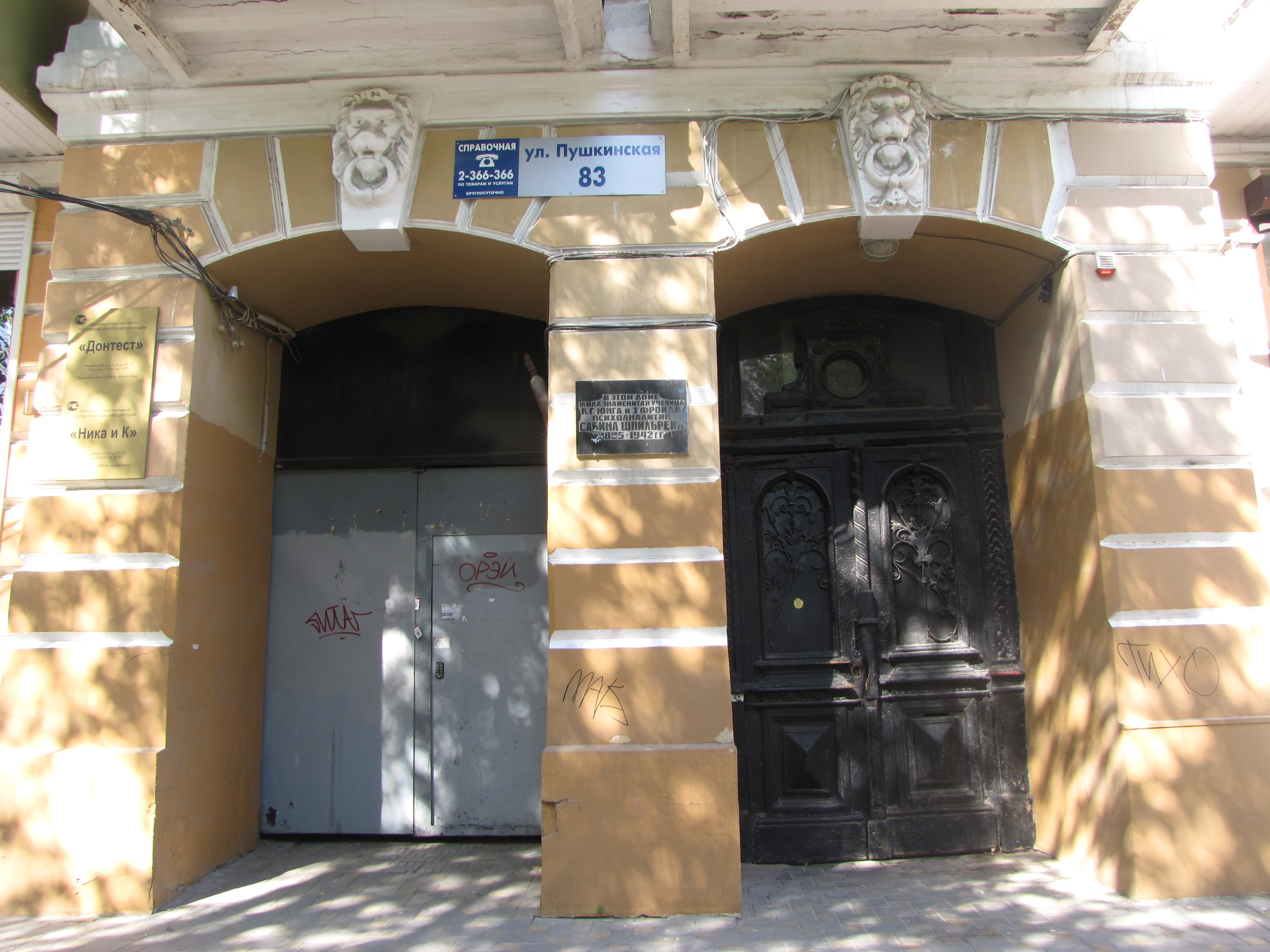
Ворота і меморіальна дошка
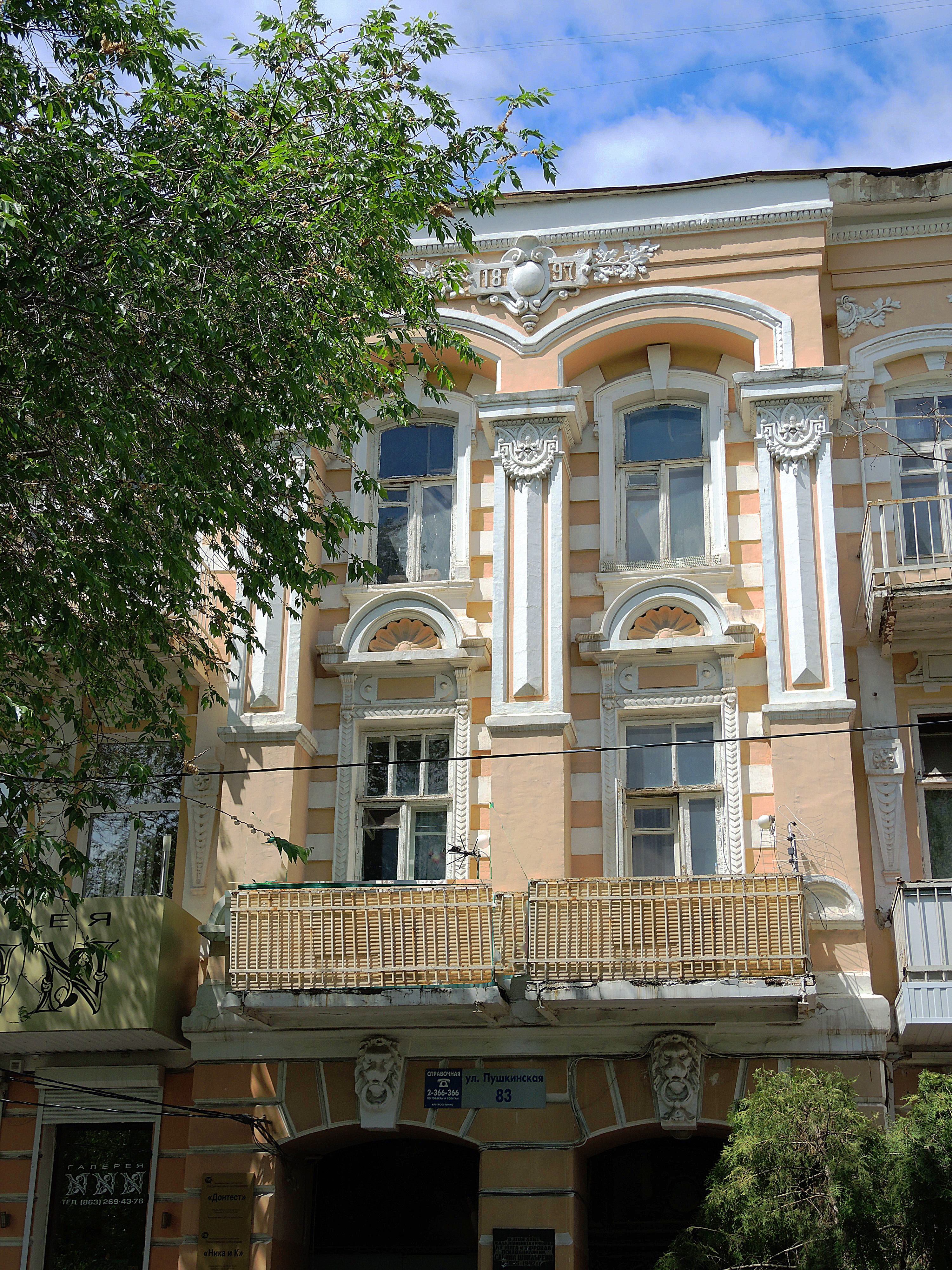
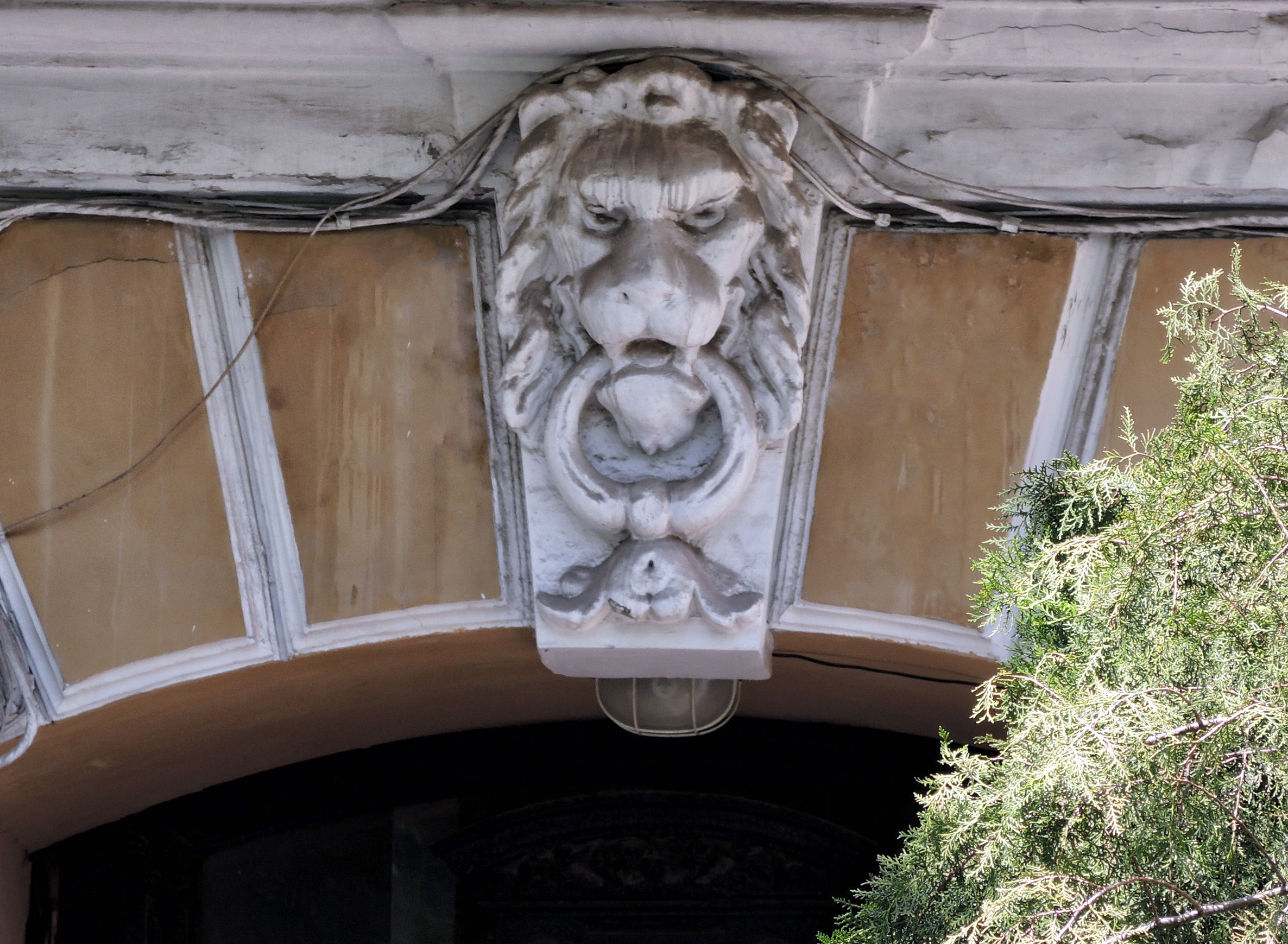
Замковий камінь з маскою лева
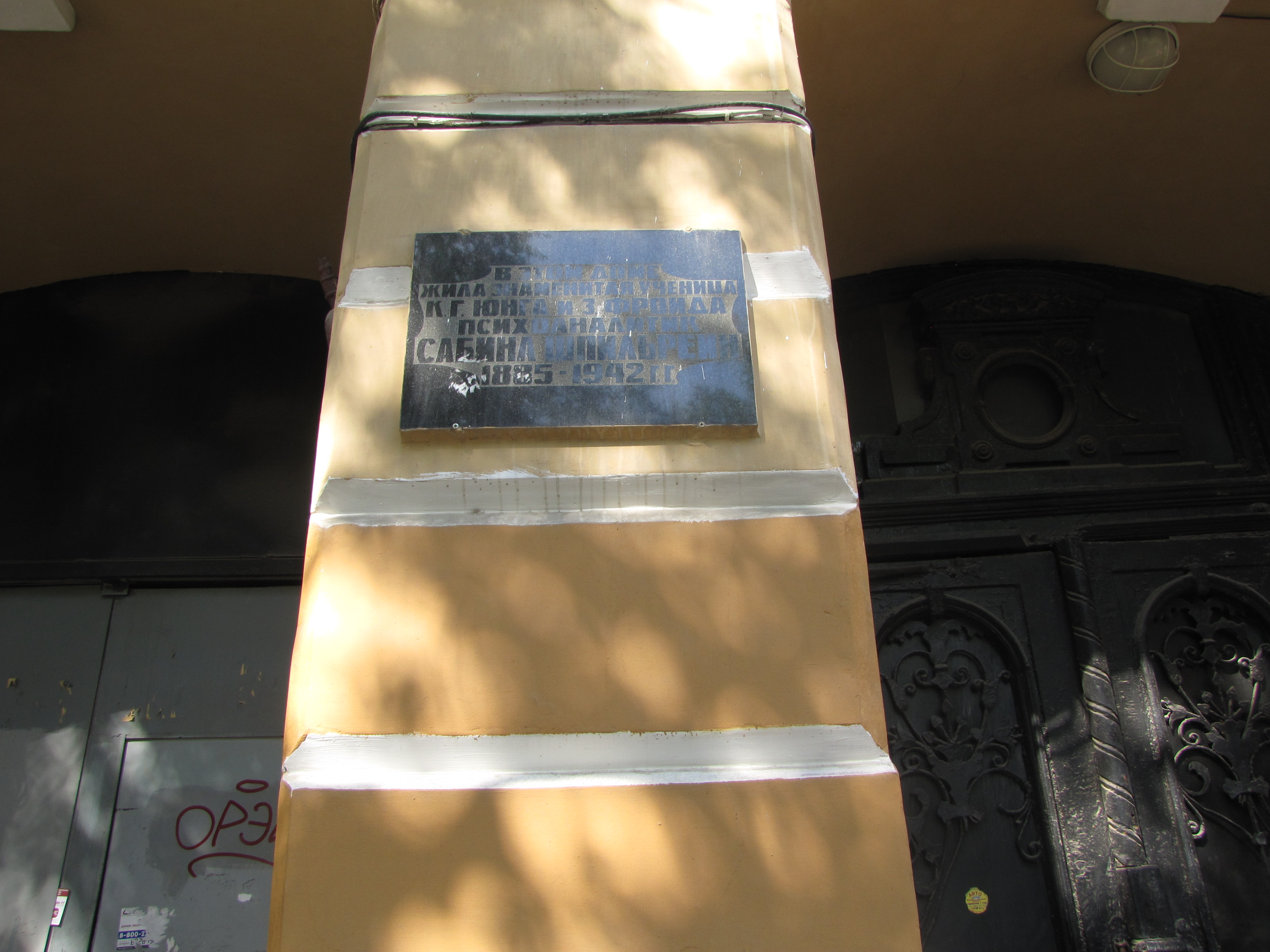
Меморіальна дошка